# 뮤오늄

뮤오늄(Muonium)은 별난 원자의 하나로 뮤온전자로 이루어진 입자이다.
 뮤오늄의 원자기호는 Mu이며, 구성 입자를 밝혀 "µ+e−"라고 적을 수도 있다. 뮤오늄의 평균수명은 2마이크로초이며, 이 동안 염화 뮤오늄(MuCl)이나 뮤오늄화 나트륨(NaMu) 따위의 분자를 이룰 수 있다. 화학적으로, 수소와 핵의 전하가 같기 때문에 수소의 동위원소의 하나로 취급할 수 있다.
뮤오늄은 포지트로늄보다 더 수소 원자에 비슷하다. 뮤오늄의 보어 반지름과 이온화 에너지는 수소, 중수소, 삼중수소와 0.5%이내의 차이가 난다.
물리 화학자들은 전자 스핀과 핵의 스핀의 공명을 연구하기 위해 뮤오늄을 수소의 동위원소와 함께 연구한다.

## 같이 보기
- 별난 원자
- 뮤온